# ジョージ・アダムズ (野球)
ジョージ・アダムズ（George Henry Adams、1855年1月26日 - 1920年10月11日）は、アメリカ合衆国・マサチューセッツ州ウースター出身のプロ野球選手（一塁手・外野手）。右投右打。

## 経歴
1877年、同年に創設されたインターナショナル・アソシエーションに加盟するリン・ライブオークス（Lynn Live Oaks）で8試合に出場した。
その後、ニュー・イングランド・リーグ（New England League）でのプレイを経て、1878年には当時インターナショナル・アソシエーションに加盟していたシラキュース・スターズに所属したが、この年の成績については記録が残されていない。
翌1879年は、この年からナショナルリーグに加盟したスターズで引き続きプレイした。6月に4試合に出場し、13打数3安打で打率.231、本塁打と打点はゼロという成績を残している。守備ではファーストとセンターを2試合ずつ守っているが、ファーストでエラーを4つ記録した。
1880年以降については、プロ野球選手としてプレイしたという記録は残されておらず、1920年10月11日にワシントン州クラークストン（Clarkston）において65歳で没した。

## 詳細情報

### 年度別打撃成績
| 年 度    | 球 団    | 試 合 | 打 席 | 打 数 | 得 点 | 安 打 | 二 塁 打 | 三 塁 打 | 本 塁 打 | 塁 打 | 打 点 | 盗 塁 | 盗 塁 死 | 犠 打 | 犠 飛 | 四 球 | 敬 遠 | 死 球 | 三 振 | 併 殺 打 | 打 率 | 出 塁 率 | 長 打 率 | O P S |
| -------- | -------- | ----- | ----- | ----- | ----- | ----- | -------- | -------- | -------- | ----- | ----- | ----- | -------- | ----- | ----- | ----- | ----- | ----- | ----- | -------- | ----- | -------- | -------- | ----- |
| 1879     | SYR      | 4     | 14    | 13    | 0     | 3     | 0        | 0        | 0        | 3     | 0     | --    | --       | --    | --    | 1     | --    | --    | 1     | --       | .231  | .286     | .231     | .516  |
| MLB：1年 | MLB：1年 | 4     | 14    | 13    | 0     | 3     | 0        | 0        | 0        | 3     | 0     | --    | --       | --    | --    | 1     | --    | --    | 1     | --       | .231  | .286     | .231     | .516  |

- 「-」は記録なし